# Alpina Gstaad
Pour les articles homonymes, voir Alpina.
 (septembre 2014).
L’Alpina Gstaad est un palace, fondé en 2012, de style mélange de chalet traditionnel de montagne suisse / design, situé dans la station de sports d'hiver de Gstaad dans les Alpes bernoises en Suisse.

## Historique
Ce palace est inauguré à Noël 2012, sur l'emplacement de l'ancien Grand Hôtel Alpina, sur un domaine de cinq hectares, aux portes du centre ville, par le prince Albert II de Monaco et ses deux fondateurs, le milliardaire Jean-Claude Mimran (groupe Mimran) et le propriétaire terrain Marcel Bach.
D'un montant estimé à 300 millions de francs suisse / 337 millions de dollars, il est doté de 25 chambres et 21 suites avec vue sur le village, la vallée ou sur le glacier des Diablerets. La décoration intérieure a été réalisée par le cabinet d'architecture de Gstaad Chaletbau Matti.

## Caractéristiques
- 5 étoiles, 21 000 m2, sur 5 hectares, 25 chambres et 21 suites, dont la suite « duplex panorama » (400 m2 sur deux étages, au sommet de l'hôtel, 25 000 dollars la nuit en haute saison).
- Restaurant gastronomique le Sommet, du chef Marcus Lindner (18/20 au Gault et Millau et 1 étoile Guide Michelin[2])
- Restaurant japonais MEGU (16/20 au Gault et Millau et 1 étoile Guide Michelin[3])
- Restaurant Swiss Stübli (cuisine traditionnelle familiale suisse)
- Alpina Lounge & Bar / bar à vin / cave à cigares / fumoir
- SPA de 2 000 m2, piscine intérieure de 25 m et piscine extérieure chauffée, hammam, sauna, jacuzzi…
- Cinéma privé de 14 places